# 4421 Kayor
4421 Kayor (1942 AC) là một tiểu hành tinh vành đai chính được phát hiện ngày 14 tháng 1 năm 1942 bởi Karl Reinmuth ở Heidelberg.